# Turatia namibiella
Turatia namibiella is een vlinder uit de familie dominomotten (Autostichidae). De wetenschappelijke naam is voor het eerst geldig gepubliceerd in 2011 door Derra.
De soort komt voor in het Afrotropisch gebied.